# みちのく北方漁船博物館
みちのく北方漁船博物館（みちのくほっぽうぎょせんはくぶつかん）は、かつて青森県青森市沖館にあった博物館。2014年（平成26年）閉館。現在は、青森市が施設等の譲渡を受け、改修工事等ののち、2015年（平成27年）7月に「あおもり北のまほろば歴史館（あおもりきたのまほろばれきしかん）」としてオープンしている。

## 概要
青森県とその周辺および北方世界の漁船の展示および研究を第一の目的とする博物館である。しかし、展示品は、漁船にとどまらず、北前船から、東南アジアのジャンク船ビニシ船、東アフリカのダウ船、北欧のヴァイキング船まで、幅広く船のことを扱っているのが特徴である。船舶の静態保存のみならず、動態保存にも熱心で、展示船舶を実際に動かしての青森湾遊覧などイベントも催された。
また、2003年から2006年まで青森市から委託を受けて「青函連絡船メモリアルシップ八甲田丸」の運営をしていた。
2005年11月10日に、以前から手がけていた北前船の完成披露が行われることになり、みちのく丸と名付けられた。このみちのく丸の建造は、船大工の高齢化による後継者育成の意味合いもあるといわれている。本博物館の閉館後の2014年にみちのく丸は青森県野辺地町に無償譲渡され、2016年には先端部分が腐食し破損するも翌年修復の後2018年4月に野辺地漁港に陸揚げされた。

## 博物館の運営
博物館は1999年、みちのく北方漁船博物館財団によって設置された。この財団は、地元地銀のみちのく銀行（現：青森みちのく銀行）の大道寺小三郎元会長が設立し、同人は博物館運営にも深くかかわっていた（後にはみちのく銀行頭取杉本康雄が財団理事長を務めた）。大道寺小三郎は銀行内で呼びかけて、青森県沿岸および函館市、秋田市、能代市、久慈市など支店付近の海岸で、滅亡しかけていた木造漁船（ムダマハギ型）を収集した。そのコレクションが国の重要有形民俗文化財の指定を受けたことが、博物館設立の大きなきっかけとなっている。こうして貴重な保存漁船の展示施設が計画され、あわせて海洋全般についての文化体験型学習施設が組み込まれた。地域の学校の体験学習に活用されたり、地元住民を対象にした休日のイベントが行われた。

### 2005年以降の運営
2005年のみちのく銀行の不祥事に伴う経営立て直しのため、入場料値上げやそれまで行われてきたイベントの縮小（2006年以降）を余儀なくされ、市民やみちのく銀行以外の企業などの支援など、運営をより円滑にする施策が要求される状況にあった。
2010年9月下旬より、公益財団法人へ移行し、法人名も公益財団法人みちのく北方漁船博物館財団に変更された。
2014年3月18日をもって閉館。館のサイトやツイッターは閉鎖された。施設、所蔵品は青森市に譲渡され、改修工事等を行い、2015年7月26日にあおもり北のまほろば歴史館として再度開業した。

## 主要展示品

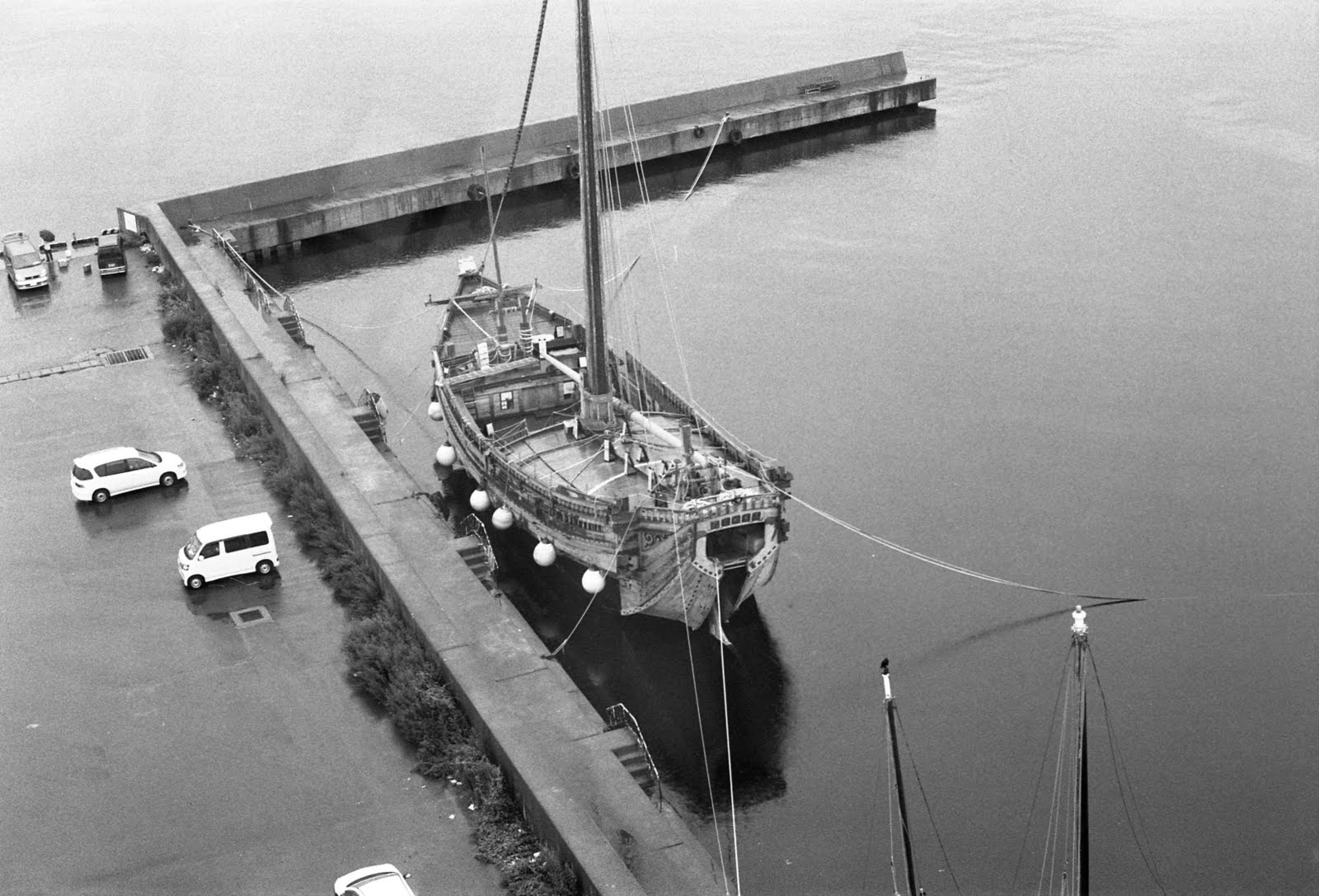
北前船の展示（2010年）

- 津軽海峡および周辺地域のムダマハギ型木造漁船67隻（国の重要有形民俗文化財）
- 津軽海峡周辺ほか北日本の漁船
- 弁財船（北前船）縮小模型
- 外国の木造船（大韓民国、ベトナム、タイ王国、バイカル湖など）
- 漁撈道具、船大工道具、船具
- ジャンク船、ビニシ船、ダウ船、ヴァイキング船、ヨット（屋外展示、船溜りに係留）、YS-11（日本エアシステム塗装）